# Giey-sur-Aujon
Giey-sur-Aujon là một xã thuộc tỉnh Haute-Marne trong vùng Grand Est đông bắc nước Pháp. Xã này nằm ở khu vực có độ cao trung bình 299 mét trên mực nước biển.
Sông Aujon chảy theo hướng tây bắc qua thị trấn.